# 墨春亭梅麿
墨春亭 梅麿（ぼくしゅんてい うめまる、生没年不詳）とは、江戸時代の戯作者、絵師、狂歌師。

## 来歴
「宇米麿」とも。姓は小川、俗称は平吉、後に平七と改む。梅園、墨春亭、春廼舎と号す。日本橋数寄屋町に住む。もとは神職、または御用達の町人だったとも伝わる。戯作者として文化から天保の頃にかけて多くの合巻を手掛けている。狂歌も鹿都部真顔に学び能くした。墨川亭雪麿の門人といわれるが『近世物之本江戸作者部類』（曲亭馬琴著）によれば、梅麿は雪麿とは友人の間柄で弟子ではなく、雪麿は梅麿に請われて号の一字を与えたのだという。

## 作品
- 『鶯袖花鎗梅』　合巻　※天保3年（1832年）刊行。梅麿作、貞斎泉晁画
- 『野夫鶯訛之投節』　合巻　※天保4年刊行。同上
- 『花衣吉野の葛織』　合巻　※天保5年刊行。同上
- 『朧染浮名之色衣』　合巻　※天保6年刊行。梅麿作、歌川貞秀画
- 『鶯袖花鎗梅』　合巻　※天保7年刊行。同上
- 『妹背結千筥玉章』　合巻　※天保8年刊行。同上
- 『忠孝縷糸錦』　合巻　※天保9年刊行。同上
- 「萬歳」　肉筆着色　※「應需試筆　宇米麿」の落款と印文不明の方印あり。『浮世絵師伝』に記す「文化年間の作と認むべき肉筆『女万歳』の図」に当たる。